# Chorinaeus subcarinatus
Chorinaeus subcarinatus är en stekelart som beskrevs av Holmgren 1858. Chorinaeus subcarinatus ingår i släktet Chorinaeus och familjen brokparasitsteklar. Arten är reproducerande i Sverige. Inga underarter finns listade i Catalogue of Life.